# Shacknews
Shacknews (зазвичай званий The Shack) — вебсайт, присвячений комп'ютерним іграм та індустрії комп'ютерних ігор . Сайт публікує новини, статті, рецензії за іграм, містить вебфорум. Shacknews та його родинний сайт FileShack в даний час належать GameFly. Попередні власники, Стів Гібсон (англ. Steve Gibson) та Маартен Голдстейн (англ. Maarten Goldstein), продали сайт після того, як понад десять років володіли ним. В даний час редакція сайту складається з Ніка Брекона (англ. Nick Breckon) та Кріса Фейлора (англ. Chris Faylor).

## Історія сайту
Сайт Shacknews був заснований в 1996 році 20-річним Стівом «sCary» Гібсоном як сайт, присвячений новинам про тоді розроблювану гру Quake від компанії id Software. Початкова назва сайту була Quakeholio. Протягом років сайт почав описувати інші гри, а не тільки Quake, і його назва була змінена. Після дискусії про загальний напрямок розвитку сайту та його контенту назва сайту була змінена на «Shugashack». Однак через кілька років сайт був перейменований на Shacknews, оскільки колишня назва асоціювалася з іншим порнографічним вебсайтом.
FileShack.com — сайт, присвячений надання демоверсій ігор, патчів, відеороликів та інших файлів, пов'язаних з іграми, був запущений у серпні 2002 року. FileShack.com тісно пов'язаний із Shacknews.
3 лютого 2009 року Shacknews і FileShack з усім штатом були викуплені компанією GameFly .

## Опис сайту

### Загальна інформація
Новини на першій сторінці сайту зазвичай розділені на кілька категорій для організаційних цілей. В даний час Shacknews більше покладається на новини, інформація для яких надана власними дослідженнями, проте сайт також надає загальні новини індустрії комп'ютерних ігор.
Shacknews і FileShack в даний час щомісяця відвідуються мільйонами геймерів. Штат цих сайтів складається із п'яти співробітників, які працюють повний день.

### Редакція
- Кріс Фейлор (англ. Chris Faylor) — в основному пише новини, прев'ю та інші події.
- Нік Брекон (англ. Nick Breckon) — пише статті, а також бере інтерв'ю.

### Система коментарів та її хронологія
Система коментарів Shacknews лежить в основі його користувача спільноти. Було три основні версії цієї системи, кожна з яких програмувалася для сайту на замовлення. Кожна система коментарів дозволяла користувачам Shacknews додавати коментарі до кожної статті новин, галереї скріншотів або посту. Система коментарів модерується групою добровольців під назвою Shackmods під керівництвом головного модератора Джеффа Гондека (англ. Jeff "Geedeck" Gondek).

#### funk.y
funk.y була першою системою коментарів, розроблена спеціально для Shacknews Енді Хансоном (англ. Andy Hanson). Коментарі можуть бути переглянуті в плоському або потоковому режимі залежно від налаштувань користувача. Коментарі також могли бути відзначеними модераторами та видалені (nuked), якщо вони порушували правила. "Нюкнутий" коментар замінювався словами "*NUKED", а ім'я користувача, що залишив цей коментар, замінювалося назвою адміністраторського акаунту Duke Nuked.

#### ja.zz
Наступна версія системи коментарів, ja.zz, використовувалася до червня 2007 року. ja.zz була унікальною системою, написаною Сандером Пайлоном (англ. Sander Pilon) для Shacknews. Пости могли модеруватися в одну з багатьох категорій, що дозволяло користувачам фільтрувати пости за категоріями. Коментарі могли бути переглянуті декількома способами, в плоському, потоковому або динамічному потоковому режимі.

#### laryn.x
Останньою на сьогоднішній день версією системи коментарів для Shacknews стала система laryn.x, яка була задіяна 18 червня 2007 року. Система написана на PHP з використанням MySQL і працює на вебсервері Apache. Над розробкою даної системи працювали Стів Гібсон (глава команди розробників), Mike haiku Kane (дизайн), John pup Brooks (HTML і CSS), Jack Matthews та Shane wtf242 Sherman ( програмування).